# Parawa
Parawa ist eine kleine Siedlung im Southland District der Region Southland auf der Südinsel von Neuseeland.

## Namensherkunft
Zusammengesetzt aus den Māori-Begriffen „pa“ und „rawa“ steht der Name der Siedlung für „Land auf dem ein Dorf errichtet wurde“.

## Geographie
Die Siedlung befindet sich rund 23 km nordnordöstlich von Lumsden in einer kleinen Ebene, die durch den Mataura River bestimmt wird. Die umgebenden Berge erheben sich über 700 m bis zu 1478 m mit dem Mid Dome. Durch die Siedlung führt der New Zealand State Highway 6, über ihn das kleine Dorf Athol, gut 4 km nordöstlich zu erreichen ist. Rund 11 km südwestlich öffnet sich bei Five Rivers die Ebene, die sich bis Mossburn und Lumsden erstreckt.